# 스베틀라나 아나스타소브스카
스베틀라나 아나스타소브스카(세르비아어: Светлана Анастасовска, Svetlana Anastasovska, 마케도니아어: Светлана Анастасовска 스베틀라나 아나스타소프스카, 1961년 4월 26일~)는 유고슬라비아의 핸드볼 선수이다. 유고슬라비아 여자 국가대표팀 선수로 활약하여 1980년 하계 올림픽 은메달, 1984년 하계 올림픽 금메달 획득에 기여했다.

## 개인사
세르비아의 핸드볼 감독인 브라티슬라브 오부치나와 결혼했으며, 2022년에 사별했다. 슬하에 딸 안젤라를 두었다.